# Уитни, Райан
Райан Уитни (англ. Ryan Whitney; 19 февраля 1983, Бостон, Массачусетс, США) — американский профессиональный хоккеист. Амплуа — защитник.
На драфте НХЛ 2002 года был выбран в 1 раунде под общим 5 номером среди игроков «Питтсбург Пингвинз».
В сезоне 2014-15 года выступал за российский хоккейный клуб «Сочи». В рамках сезона провел 42 игры, отдал 13 голевых передач и забросил 6 шайб.
В 2015 году объявил, что завершает карьеру.

## Награды
- Участник матча молодых хоккеистов НХЛ (2007)
- Серебряный призёр Олимпийских игр в Ванкувере, 2010 (сборная США)[2]